# آن من أوفرن
آن من أوفرن (1358 - 22 سبتمبر 1477)؛ كانت في القانون دوفينة أوفرن وكونتيسة فورز ومدام ميركور؛ وعن طريق الزواج أصبحت دوقة بوربون بزواجها من لويس الثاني، هي أبنة بيرود الثاني، دوفين أوفرن وجين، كونتيسة فورز.
في 19 أغسطس 1371 تزوج من لويس الثاني، أنجبت له أربعة أبناء:-
- كاثرين (ولدت.1378؛ توفيت صغيرة).
- جان الأول، دوق بوربون (1434-1381)؛ خلف والده.
- إيزابيل (1381 - بعد.1451)؛ كانت مخطوبة لـ إريك من بوميرانيا، ولكن أصبحت راهبة.
- لويس (1404-1388)، سير بيوجيو.

اثنان من أبنائها فقط وصلوا سن الرشد جان وإيزابيل، ولكن جان الوحيد من أبنائها الذي لديه أبناء.